# Никитино (Торопецкий район)
Никитино — деревня в Торопецком районе Тверской области. Входит в состав Пожинского сельского поселения.

## География
Находится в западной части Тверской области на расстоянии приблизительно 21 км на запад-северо-запад по прямой от районного центра города Торопец.

## История
В 1877 году здесь (деревня Торопецкого уезда Псковской губернии) был учтен 1 двор.

## Население
Численность населения: 7 человек (1877 год), 3 (русские 100 %) в 2002 году, 1 в 2010.